# Нанорталикская церковь
Церковь Нанорталика (англ. Nanortalik Church) — датская лютеранская церковь в городе Нанорталик, в южной Гренландии в Арктике.
Лютеранскую веру на остров принёс норвежский лютеранский миссионер Ханс Эгеде, который искал первые поселения викингов, чтобы проповедовать в них.
Церковь построена в современном упрощённом стиле модернизма и выглядит, как жилой дом. На фасаде находится циферблат.
Высота церкви 15 метров.